# Lozovo
Lozovo (en macédonien : Лозово) est une commune du centre de la Macédoine du Nord. Elle comptait 2 264 habitants en 2021 et s'étend sur 166,32 km2. C'est la deuxième commune macédonienne la moins peuplée, derrière Zrnovci.
Son territoire est limitrophe de ceux des communes de Sveti Nikole, Štip, Veles et Gradsko.

## Localités de la commune de Lozovo
En plus de son chef-lieu, Lozovo, la commune compte dix localités :
- Adjibegovo
- Adjimatovo
- Bekirliya
- Dorfouliya
- Ǵouzemeltsi
- Karatmanovo
- Kichino
- Milino
- Saramzalino
- Ḱoselari

## Administration
La commune est administrée par un conseil municipal élu au suffrage universel tous les quatre ans. Il adopte les plans d'urbanisme, accorde les permis de construire, planifie le développement économique local, protège l'environnement, prend des initiatives culturelles et supervise l'enseignement primaire. Il compte 9 conseillers municipaux.
Le pouvoir exécutif est détenu par le maire, lui aussi élu au suffrage universel. Depuis 2021, le maire de Lozovo est Boško Cvetkovski, membre de VMRO-DPMNE.

## Démographie
Lors du recensement de 2002, la commune comptait :
- Macédoniens : 2 478
- Turcs : 154
- Valaques : 122
- Albanais : 33
- Serbes : 26
- Bosniaques : 14
- Autres : 31